# 아일랜드 왕립 대학교
아일랜드 왕립 대학교(The Royal University of Ireland)는 아일랜드 대학교육법에 따라 런던 대학교 모델을 기반으로한 시험 및 학위 수여 대학으로 설립되었다. 왕실 인장(royal charter)은 1880년 4월 27일에 발행되었으며 대학 강의 참석 여부와 상관없이 지원자들에게 시험이 개방되었었다. 첫 번째 총리는 아일랜드 화학자 로버트 케인(Robert Kane)이었다.
이 대학은 남성에게 부여된 것과 동등한 학위를 여성에게 부여할 수 있는 아일랜드 최초의 대학이되었다. 1884년 10월 22일 여성에게 첫 학위를 수여했고, 샬롯 엠 테일러(Charlotte M. Taylor)는 음악 학사를 받았다. 1888년에 레티티아 앨리스 워킹턴(Letitia Alice Walkington)은 영국이나 아일랜드에서 법학 학사 학위를 받은 최초의 여성이 되는 것으로 알려지게 되었다. 이 대학의 명예 학위 수상자 중에는 게일어 연맹(Gaelic League)의 창립자이자 나중에 아일랜드 대통령이었던 더글러스 하이드(Douglas Hyde)가 1906년 문학박사(D.Litt)를 수여받았다.

## 같이 보기
- 트리니티 칼리지